# Памятник Фридриху Энгельсу (Москва)
Памятник Фридриху Энгельсу установлен в 1976 году в Москве около станции метро «Кропоткинская». Авторы монумента — скульптор И. И. Козловский, архитекторы А. А. Заварзин и А. А. Усачёв. Памятник имеет статус выявленного объекта культурного наследия.

## История
В 1972 году по случаю визита президента США Ричарда Никсона в СССР на «стрелке» улиц Остоженка и Пречистенка были снесены ветхие дома, а на их месте разбит сквер. Первоначально сквер должен был быть больше, однако, поскольку «ветхие» здания на месте сквера представляли очевидную историческую ценность, в среде московской интеллигенции возник локальный скандал,[уточнить] результатом которого стало согласие властей на уменьшение площади сквера и реставрацию стоящих непосредственно за ним Белых и Красных палат. 
В результате этого сквер приобрёл слишком скромный вид, после чего, согласно решению Центрального комитета КПСС и Совета министров СССР, на этом месте было решено установить памятник Фридриху Энгельсу, немецкому философу и одному из основоположников марксизма.
2 ноября 1976 года, в канун 59-летия Октябрьской революции, памятник был открыт при большом скоплении народа. На торжественной церемонии присутствовали первый секретарь МГК КПСС В. В. Гришин, секретарь ЦК КПСС М. В. Зимянин, председатель исполкома Моссовета В. Ф. Промыслов, заместитель министра культуры СССР К. В. Воронков, посол ГДР в СССР Г. Отт и другие официальные лица.
В. В. Гришин перерезал алую ленту, после чего с памятника спало покрывало и зазвучал Гимн Советского Союза. На митинге выступили директор Института марксизма-ленинизма при ЦК КПСС академик А. Г. Егоров, Герой Социалистического Труда метростроевец П. А. Новожилов и студентка МГУ Т. Ю. Зуйкова.
Поскольку памятник установлен рядом с метро «Кропоткинская» на бывшей Кропоткинской площади (ныне площадь Пречистенские Ворота), многие москвичи ошибочно принимают его за памятник Кропоткину.

## Описание
Бронзовая скульптура Фридриха Энгельса высотой 6 м установлена на кубическом монолите-постаменте из красного гранита. Памятник стоит в центре круглой в плане площадки, вымощенной каменными плитами и обрамлённой невысокой гранитной оградой, дополненной полукруглыми скамейками. Со стороны площади Пречистенские Ворота к памятнику ведёт полуциркульная парадная лестница.
Фридрих Энгельс изображён в полный рост со скрещёнными на груди руками. Скульптор стремился передать образ Энгельса 1870-х годов, когда он вместе с Карлом Марксом возглавил международное рабочее движение.
Памятник и площадка вокруг него практически полностью поглотили сквер, в результате чего последний не отмечен особо на картах Москвы и не имеет собственного названия.